# Багли (Висконсин)
Багли (енгл. Bagley) град је у америчкој савезној држави Висконсин.

## Демографија
По попису из 2010. године број становника је 379, што је 40 (11,8%) становника више него 2000. године.
| Група             | 2000.       | 2010.       |
| Белци             | 325 (95,9%) | 369 (97,4%) |
| Афроамериканци    | 0 (0,0%)    | 1 (0,3%)    |
| Азијати           | 1 (0,3%)    | 0 (0,0%)    |
| Хиспаноамериканци | 5 (1,5%)    | 2 (0,5%)    |
| Укупно            | 339         | 379         |